# Leonīds Ostrovskis
Leonīds Ostrovskis (in russo Леонид Альфонсович Островский?, Leonid Al'fonsovič Ostrovskij; Riga, 17 gennaio 1936 – Kiev, 17 aprile 2001) è stato un calciatore sovietico dal 1991 lettone, di ruolo difensore.

## Carriera

### Club
Durante la sua carriera ha giocato principalmente con la Torpedo Mosca, con cui ha raggiunto 144 presenze.

### Nazionale
Con la Nazionale sovietica conta 9 presenze.